# Linia kolejowa Ávila – Salamanca
Linia kolejowa nr 122 – linia kolejowa o długości 111,1 km, łącząca Ávila z Salamanca.

## Przewoźnicy
- Adif
- Renfe